# Питим (Пичаевский район)
Питим — село в Пичаевском районе Тамбовской области России. 
Входит в Липовский сельсовет. До 2010 года село являлось административным центром Питимского сельсовета.

## География
Расположено в междуречье Верхней Речки (к северу) и Красивки (к югу), при впадении последней в Вышенку, в 10 км к востоку от райцентра, села Пичаево, и в 83 км к северо-востоку от Тамбова.
На западе примыкает к центру сельсовета — селу Липовка.

## История
Питим был основан незадолго до переписи 1714 г. выходцами из соседнего села Пичаево, которые первоначально были монастырскими крестьянами Солотчинского монастыря, переселенными в Тамбовскую губернию из Рязанской, а со времён Екатерины 2 получили статус экономических крестьян.
В документах ревизской сказки 1795 года записано, что деревня Питим населена экономическими крестьянами. Их насчитывалось 1157 человек, в их числе Герасим Иванов, Кирилл Клемешев, Филипп Егоров, Павел Ульянов, Кузьма Игнатов, Трофим Артамонов, Артамон Максимов, Василий Суслин, Леонтий Ермолов, Степан Селезнев.
В начале 19 века переселенцы из Питима основали одноименное село в Борисоглебском уезде (ныне в Жердевском районе).

## Население
| 2002 | 2010 |
| ---- | ---- |
| 556  | ↘485 |

Согласно результатам переписи 2002 года, в национальной структуре населения русские составляли 99 % от жителей.